# 元弘善
元弘善（？—628年2月9日），字成節，唐朝初年政治人物，官至統軍。
贞观元年（627年）利州都督李孝常入朝留在帝都长安，他和舅舅右武卫将军刘德裕、监门将军长孙安业、李孝常相互议论符命讖緯，又说有天命改易的征兆，秘密通过宿卫兵叛乱，他們策劃谋反的事情被朝廷查觉，四人皆遭逮捕。长孙安业是长孙皇后的同父异母哥哥，得以免死。貞觀元年除夕，元弘善和刘德裕、李孝常被处死。